# 約翰·史賓塞 (司諾克運動員)
約翰·史賓塞（英語：John Spencer，1935年9月18日—2006年7月11日），出生於英格蘭大曼徹斯特郡拉德克利夫，是一名司諾克職業球員。在第一次參賽時獲得世界錦標賽冠軍，是克魯西布劇院第一位優勝者。也是大師賽和愛爾蘭大師賽的首位冠軍，並且是第一個在比賽中突破147分的球員。但該項紀錄被視為非正式，因為比賽使用非制式球枱。
約翰·史賓塞球員生涯中共有62次得分破百。